# Rustam Emomali
Rustam Emomali (Danghara, RSS de Tayikistán, URSS; 19 de diciembre de 1987) es un político tayiko que se desempeña como presidente de la Asamblea Nacional de Tayikistán desde 2020, y alcalde de Dusambé desde 2017. Emomali es el hijo mayor de Emomali Rahmon, actual presidente de Tayikistán.
Se cree que Rustam Emomali fue preparado por su padre para sucederlo como líder de Tayikistán; ostenta el título de sucesor de la presidencia designado constitucionalmente. Dirige la agencia anticorrupción en Tayikistán y la agencia de supervisión financiera del estado. A pesar de su juventud y de no haber servido en las fuerzas armadas, ostenta el grado de general de división.

## Primeros años y carrera futbolística
Rustam Emomali nació como Rustam Emomalievich Rahmonov en el distrito de Danghara, óblast de Kulob (actual provincia de Khatlon) en Tayikistán, de padres Emomali Rahmon y Azizmo Asadullayeva. Se graduó de la Universidad Nacional Estatal de Tayikistán con un título de especialista en Relaciones Económicas Internacionales y tomó cursos en la Academia Diplomática del Ministerio de Relaciones Exteriores de Rusia. En 2007, siguiendo el ejemplo de su padre, eliminó el patronímico y el apellido de estilo ruso y adoptó el nombre de pila de su padre, Emomali, como su nuevo apellido.
En 2007, Rustam Emomali cofundó el club de fútbol Istiklol con sede en Dushanbe y, durante los siguientes años, se desempeñó como capitán del club y jugó como delantero. El club ha ganado cinco campeonatos nacionales consecutivos desde 2011, debido al menos en parte a un arbitraje muy favorable y otras preferencias. En 2011, Rustam Emomali fue nombrado vicepresidente de la Federación de Fútbol de Tayikistán (TFT) y se unió al Comité de Relaciones Internacionales del Consejo Olímpico de Asia. En enero de 2012, TFT nombró a Rustam Emomali su nuevo presidente. Tras el nombramiento, dejó de jugar en el FC Istiklol y prometió cortar todos los lazos con el club. A partir de 2012, se desempeñó como miembro del Comité de Desarrollo de la FIFA durante dos años. En 2016, la TFT reeligió a Rustam Emomali como su presidente por otros cuatro años.
Es conocido por sus dos costosos pasatiempos: las carreras de autos y coleccionar autos deportivos.
El primer ganador del "Premio al logro de la conservación de Argali".

## Carrera política
Después de graduarse de la universidad, Rustam Emomali disfrutó de un rápido crecimiento profesional gracias a su condición de hijo del presidente del país. En 2006, fue nombrado especialista líder en la Organización de Tayikistán para la Cooperación con la Organización Mundial del Comercio. En 2009, consiguió un trabajo como especialista líder en el Comité Estatal de Inversiones y Propiedad Estatal (SCISP) y pronto fue ascendido al puesto de jefe de departamento en el comité. Durante su trabajo en el SCISP, también se desempeñó como asesor del comité. También en 2009, Rustam Emomali fue nombrado jefe adjunto de la Unión de la Juventud, el sucesor tayiko de la organización Komsomol de la era soviética. A partir de 2009, Rustam Emomali comenzó a asistir a importantes cumbres internacionales y reuniones con dignatarios extranjeros en Tayikistán. En 2010, se convirtió en miembro del comité ejecutivo central del Partido Democrático Popular de Tayikistán y fue elegido miembro del parlamento municipal de Dusambé.
En febrero de 2011, Emomali Rahmon nombró a Rustam Emomali jefe del departamento contra el contrabando en el Servicio de Aduanas, el primero en una serie de altos cargos policiales que ha ocupado el hijo del presidente tayiko. Poco después del nombramiento, se le otorgó el rango de mayor. En noviembre de 2013, Rustam Emomali fue nombrado jefe del Servicio de Aduanas. El nombramiento llegó con un nuevo grado militar, mayor general. En marzo de 2015, el presidente Emomali Rahmon nombró a su hijo para dirigir la principal agencia anticorrupción de Tayikistán, la Agencia Estatal para el Control Financiero y Medidas contra la Corrupción. En enero de 2017, Rustam Emomali fue nombrado alcalde de Dusambé, un cargo clave que algunos analistas consideran el siguiente paso hacia la cima del gobierno.

## Especulaciones de sucesión política
El rápido crecimiento de la carrera de Rustam Emomali y sus nombramientos en varios altos cargos gubernamentales han alimentado las especulaciones de que se estaba preparando para suceder a su padre como líder de Tayikistán. Rustam Emomali asiste a todas las cumbres internacionales clave del país y acompaña a su padre durante sus frecuentes giras por el país. El 22 de mayo de 2016, un referéndum nacional aprobó una serie de cambios en la constitución del país. Una de las enmiendas clave redujo la edad mínima de elegibilidad para los candidatos presidenciales de 35 a 30 años, lo que permitió efectivamente que Rustam Emomali sucediera a su padre en el cargo después de 2017.

## Vida personal
Rustam Emomali es el hijo mayor del presidente de Tayikistán, Emomali Rahmon. Tiene ocho hermanos, incluido un hermano menor, Somon. Se casó en 2009 con la hija de un empresario bien conectado que posee varias empresas de procesamiento de alimentos. La pareja tiene tres hijos, dos hijos y una hija. La hermana mayor de Rustam, Ozoda Rahmon, es la jefa de gabinete presidencial y exsenadora. Una de sus otras hermanas, Zarina Rahmon, fue subdirectora de Orienbank, nombrada en enero de 2017.